# Wiley Nickel
George Wiley Nickel III (Valle di San Joaquin, 23 novembre 1975) è un politico statunitense, membro della Camera dei Rappresentanti per lo stato della Carolina del Nord dal 2023 al 2025.

## Biografia
Nato in California, Nickel studiò all'Università Tulane per poi laurearsi in giurisprudenza presso l'Università Pepperdine. Fu collaboratore dell'ex Vicepresidente degli Stati Uniti d'America Al Gore e di Barack Obama.
Entrato in politica con il Partito Democratico, nel 2006 si candidò al Senato della California, la camera alta della legislatura statale, sfidando il repubblicano in carica Jeff Denham, ma risultò sconfitto.
Nel 2009 si trasferì nella Carolina del Nord e nel 2011 aprì un proprio studio legale a Cary, esercitando la professione di avvocato penalista. Nel 2018 si candidò al Senato della Carolina del Nord e in questa occasione riuscì a farsi eleggere, venendo poi riconfermato anche nel 2020.
Nel 2022 si candidò per un seggio alla Camera dei Rappresentanti e dopo aver vinto le primarie democratiche, si aggiudicò anche le elezioni generali sconfiggendo l'avversario repubblicano, il giocatore di football Bo Hines. Nel corso della campagna elettorale si presentò come un moderato, nonostante nella sua carriera pubblica avesse tendenzialmente perseguito politiche di sinistra.
Ideologicamente, Nickel si è espresso a favore dell'aborto ed è un sostenitore della sentenza Roe contro Wade.